# Mihaela Briscan
Mihaela Livia Briscan (n. Ivan, pe 20 februarie 1985, în Balș) este o handbalistă din România care joacă pe postul de intermediar dreapta pentru echipa Corona Brașov.

## Palmares

### Club
- Liga Națională:
  - Medalie de argint: 2014
  - Medalie de bronz: 2015, 2016

- Cupa României:
  - Locul 3: 2014

- Cupa EHF:
  - Semifinalistă: 2016